# Catherine Malfitano
Catherine Malfitano (18 de abril 1948) é uma soprano de ópera americana.
É considerada uma das principais sopranos lírico. A sua versatilidade vocal, a graça de capacidades físicas e dramáticas fazem dela uma artista muito solicitada em casas de ópera e salas de concerto.
Malfitano nasceu em Nova Iorque, filha de uma mãe bailarina, Maria Maslova, e um pai violinista Joseph Malfitano. Frequentou a Escola Superior de Música e Arte e estudou na Manhattan School of Music, formando-se em 1971.
Malfitano fez sua estréia como cantora profissional em 1972 na Central City Opera House' no Colorado, no papel de Nannetta em Falstaff, de Verdi. Estreou no Minnesota Opera, e em 1974, no New York City Opera, em La bohème, como Mimi. Segue-se a Ópera Lírica de Chicago (1975) a Royal Opera House (1976) e em outras importantes casas de ópera na Europa. Em 1978, alcançou sucesso na ópera de Gian Carlo Menotti, The Saint of Bleecker Street em New York City Opera, no papel de Annina. Desde então, tem cantado em importantes teatros de ópera em todo o mundo, incluindo o Metropolitan Opera de Nova Iorque, Teatro alla Scala, em Milão, a Royal Opera House, em Londres, Théâtre du Chatelet em Paris.

Do seu repertório fazem parte:
| Compositor                | Ópera                                 | Papéis                              |
| ------------------------- | ------------------------------------- | ----------------------------------- |
| Richard Strauss           | Salome                                | Salome                              |
| Claudio Monteverdi        | L'incoronazione di Poppea             | Poppea                              |
| Francesco Cavalli         | L'Ormindo                             | Erisbe                              |
| Gian Carlo Menotti        | The Saint of Bleecker Street          | Annina                              |
| Christoph Willibald Gluck | Orfeo ed Euridice                     | Euridice                            |
| Kurt Weill                | Die Dreigroschenoper                  | Polly Peachum                       |
|                           | Street Scene                          | Anna Maurrant e Rose                |
|                           | Aufstieg und Fall der Stadt Mahagonny | Jenny                               |
| Gaetano Donizetti         | Lucia di Lammermoor                   | Lucia                               |
| Engelbert Humperdinck     | Hänsel und Gretel                     | Gretel                              |
| Ludwig van Beethoven      | Fidelio                               | Marzelline e Leonore                |
| Francis Poulenc           | Les Mamelles de Tirésias              | Thérèse                             |
| Wolfgang Amadeus Mozart   | Die Entführung aus dem Serail         | Konstanze                           |
|                           | La clemenza di Tito                   | Servillia                           |
|                           | Le Nozze di Figaro                    | Susanna                             |
|                           | Don Giovanni                          | Zerlina e Donna Elvira              |
| Samuel Barber             | Antony and Cleopatra                  | Cleopatra                           |
| Gioachino Rossini         | Il Turco in Italia                    | Fiorilla                            |
| Leoš Janáček              | The Makropulos Affair                 | Emilia Marty                        |
|                           | Jenůfa                                | Kostelnička Buryjovka               |
| Jacques Offenbach         | Les Contes d'Hoffmann                 | Os três principais papéis femininos |
| Giacomo Puccini           | Il tabarro                            | Giorgetta                           |
|                           | Suor Angelica                         | Sister Angelica                     |
|                           | Gianni Schicchi                       | Lauretta                            |
|                           | Tosca                                 | Floria Tosca                        |
|                           | La bohème                             | Mimi                                |
|                           | Madama Butterfly                      | Cio-Cio-San                         |
| Jules Massenet            | Manon                                 | Manon Lescaut                       |
| Giuseppe Verdi            | Macbeth                               | Lady Macbeth                        |
|                           | La traviata                           | Violetta Valery                     |
|                           | Stiffelio                             | Lina                                |
| William Bolcom            | A View from the Bridge                | Beatrice                            |

## Selecção discográfica
- (Richard Strauss) Salome, Polygram, 1995.
- (Giacomo Puccini) Tosca, Teldec, 1996.
- (Gioachino Rossini) Stabat Mater, EMI/Angel/Virgin, 1996.
- (Christoph Willibald Gluck) Orfeo ed Euridice, Gala, 2000.
- (William Bolcom) A View from the Bridge, New World, 2001.
- Blue Moon Cat: Catherine Malfitano Live at Joe's Pub, Video Arts International, 2001.
- Songs My Father Taught Me, Video Arts International, 2002.